# Erg Ferradj
Erg Ferradj (em árabe: عرق فراج) é uma cidade e comuna localizada na província de Béchar, Argélia. Sua população era de 4 406 habitantes, em 2008.